# Thomas Mann et les siens
Pour plus de détails, voir Fiche technique et Distribution.
Thomas Mann et les siens (Die Manns – Ein Jahrhundertroman) est un téléfilm allemand réalisé par Heinrich Breloer, diffusé en 2001.

## Synopsis
Le film en trois parties est un docufiction sur la famille Mann. Au centre de l'histoire, il y a les frères écrivains Heinrich Mann et Thomas Mann et leurs familles. Les scènes fictives s'enchaînent avec les séquences documentaires, basées principalement sur des entretiens d'Elisabeth Mann-Borgese, la dernière personne vivante de la famille. Breloer mène les entretiens et amène la vieille dame sur les lieux du récit.
Première partie (1923-1933)
Thomas Mann et sa femme Katia Mann vivent à Munich. Ils ont six enfants et mènent une vie de grand-bourgeois. En raison du succès mondial des romans de Thomas Mann, ils sont financièrement indépendants.
Heinrich Mann vit à Berlin et tombe amoureux de Nelly Kröger (de), une femme simple. Josef von Sternberg adapte son roman Professor Unrat avec Marlene Dietrich.
Thomas Mann reçoit en 1929 le prix Nobel de littérature, sa voix obtient du poids même politique.
La première partie se termine sur l'arrivée des nazis au pouvoir et l'exil de la famille.
Deuxième partie (1933-1941)
Après avoir vécu en France et en Suisse, Thomas Mann voyage en 1938 avec son épouse Katia et sa fille Elisabeth aux États-Unis. Il devient professeur à Princeton et a une vie bien rangée.
Heinrich Mann vit en France. Après l'occupation allemande, il part en 1940 en Espagne et au Portugal par des moyens aventureux avec sa femme Nelly et son neveu Golo Mann pour s'échapper aux États-Unis.
Troisième partie (1942-1955)
La troisième partie raconte la vie de la famille Mann aux États-Unis et son engagement pendant la Seconde Guerre mondiale. Alors que Thomas Mann mène une vie insouciante, Heinrich Mann s'appauvrit et demande de l'aide à son frère. Nelly se suicide, tout comme le toxicomane et dépressif Klaus Mann. Heinrich Mann tombe gravement malade et meurt en 1950. Thomas, Katia et Erika Mann reviennent en Europe en 1952 à cause du maccarthysme et s'installent en Suisse. Peu de temps avant sa mort en 1955, Thomas va à Lübeck, sa ville natale, où on lui décerne une citoyenneté d'honneur.

## Fiche technique
- Titre : Thomas Mann et les siens
- Titre original : Die Manns – Ein Jahrhundertroman
- Réalisation : Heinrich Breloer assisté d'Eva Kadankova
- Scénario : Heinrich Breloer, Horst Königstein (de)
- Musique : Hans Peter Ströer (de)
- Direction artistique : Peter Ackermann, Christine Caspari, O. Jochen Schmidt
- Costumes : Barbara Baum
- Photographie : Gernot Roll
- Son : Vitus Bernrieder, Karsten Ullrich
- Montage : Monika Bednarz, Olaf Strecker
- Production : Katharina Gräfin Lambsdorff, Thilo Kleine
- Société de production : Arte[1], Bavaria Film, C-Films (de), NDR, Schweizer Fernsehen, WDR
- Pays d'origine :  Allemagne
- Langue : allemand
- Format : couleur et Noir et blanc - Stéréo
- Genre : Docufiction (drame)
- Durée : 312 minutes en trois parties
- Dates de première diffusion :
  -  Allemagne : 5 décembre 2001[1]
  -  France : 5 décembre 2001[1]
  -  Finlande : 23 décembre 2002
  -  Danemark : 21 avril 2003
  -  Suède : 20 juin 2004
  -  Hongrie : 14 décembre 2004

## Distribution
- Armin Mueller-Stahl : Thomas Mann
- Jürgen Hentsch : Heinrich Mann
- Monica Bleibtreu : Katia Mann
- Sebastian Koch : Klaus Mann
- Sophie Rois : Erika Mann
- Veronica Ferres : Nelly Kröger (de)
- Stefanie Stappenbeck : Monika Mann
- Philipp Hochmair : Golo Mann
- Katharina Eckerfeld : Elisabeth Mann-Borgese
- Anne-Marie Blanc : Hedwig Pringsheim
- Rudolf Wessely : Alfred Pringsheim
- Hans-Michael Rehberg : Giuseppe Antonio Borgese
- Andrea Sawatzki : Pamela Wedekind
- Katharina Thalbach : Therese Giehse
- Ludwig Blochberger (de) : Klaus Heuser
- Hildegard Schmahl (de) : Salka Viertel
- Norbert Schwientek : Joseph Roth

## Source de la traduction
- (de) Cet article est partiellement ou en totalité issu de l’article de Wikipédia en allemand intitulé « Die Manns – Ein Jahrhundertroman » (voir la liste des auteurs).